# Comuna de Fajsławice
Fajsławice (polaco: Gmina Fajsławice) é uma gminy (comuna) na Polónia, na voivodia de Lublin e no condado de Krasnostawski. A sede do condado é a cidade de Fajsławice.
De acordo com os censos de 2004, a comuna tem 5099 habitantes, com uma densidade 72,1 hab/km².

## Área
Estende-se por uma área de 70,69 km², incluindo:
- área agricola: 90%
- área florestal: 4%

## Demografia
Dados de 30 de Junho 2004:
|                      | Total   | Total | Mulheres | Mulheres | Homens  | Homens |
| -------------------- | ------- | ----- | -------- | -------- | ------- | ------ |
|                      | pessoas | %     | pessoas  | %        | pessoas | %      |
| População            | 5099    | 100   | 2580     | 50,6     | 2519    | 49,4   |
| Densidade (pop./km²) | 72,1    | 100   | 36,5     | 36,5     | 35,6    | 35,6   |

De acordo com dados de 2002, o rendimento médio per capita ascendia a 1282,9 zł.

## Subdivisões
- Bielecha, Boniewo, Dziecinin, Fajsławice, Ignasin, Kosnowiec, Ksawerówka, Siedliska Drugie, Siedliska Pierwsze, Marysin, Suchodoły, Wola Idzikowska.

## Comunas vizinhas
- Łopiennik Górny, Piaski, Rybczewice, Trawniki